# Мысина, Оксана Анатольевна
Окса́на Анато́льевна Мы́сина (род. 15 марта 1961, Енакиево, Донецкая область, Украинская ССР, СССР) — советская и российская актриса театра и кино, театральный режиссёр и кинорежиссер, певица, радиоведущая. Создатель, автор песен и солистка рок-группы «Оксана Мысина и ОКСи-РОКс».

## Биография

### Ранние годы
Оксана Мысина родилась 15 марта 1961 года в городе Енакиево Донецкой области Украинской ССР.
В 1982 году окончила Музыкальное училище имени Гнесиных в Москве по классу альта.
В 1986 году окончила Высшее театральное училище имени М. С. Щепкина, где училась на курсе Михаила Ивановича Царёва и Риммы Гавриловны Солнцевой.

### Карьера
С 1988 по 1994 год — актриса Московского театра-студии на Спартаковской площади под руководством Светланы Враговой.
С 1994 по 2020 год, как независимая актриса, сыграла в 22 театральных проектах, как в академических театрах, так и на авангардных площадках. С 1994 по 2000 — в Московском Новом драматическом театре; с 1994 по 2020 — в Московском театре юного зрителя; с 1997 по 1998 — в театре им. Станиславского; с 1997 по 2000 — в Московском художественном театре; с 2000 по 2002 — в Театральное товарищество 814; с 2001 по 2010 — в Театральном братстве Оксаны Мысиной; с 2001 по 2002 — в театре им. Пушкина; с 2010 по 2018 — в театре «Школа драматического искусства»; и др.
В 2001 году основала свой независимый театр — «Театральное братство Оксаны Мысиной», где она ставила, как режиссер, и играла, как актриса. Спектакли шли на разных площадках Москвы: Центр Высоцкого, Театр Армена Джигарханяна, Дом Актёра, Театр Наций, Центр Мейерхольда. Театр просуществовал до 2010 года.
С 2001 по 2020 год — основательница, солистка, скрипачка и автор текстов песен рок-группы «Оксана Мысина и ОКСи-РОКс».
С 2010 по 2015 год была автором и ведущей программы про музыкантов-инвалидов «Там, где кончаются слова…» на радио «Орфей».
Руководила театральной студией в «Булгаковском доме».
В 2020 году дебютировала как кинорежиссёр с фильмом «Обиженные. Беларусь(сия)».

### Личная жизнь
Оксана Мысина замужем за Джоном Фридманом, американским журналистом и театральным критиком.
С 2018 года проживает в Греции.

### Взгляды и гражданская активность
Оксана Мысина неоднократно принимала участие в массовых протестных мероприятиях, среди которых акции «За честные выборы», «Марш против подлецов» и «Марш мира». Была ведущей «Марша правды» в 2014 году и митинга «За сменяемость власти» в 2015 году. Выступала за освобождение фигурантов «Болотного дела» и участниц группы «Pussy Riot». Участвовала в работе «Конгресса интеллигенции против войны, самоизоляции России и реставрации тоталитаризма». На выборах мэра Москвы в 2013 году поддерживала Алексея Навального.
В 2011 году актриса подписала «Открытое письмо деятелям культуры». В марте 2014 года вместе с рядом других деятелей науки и культуры выразила своё несогласие с политикой российской власти на востоке Украины и в Крыму. В мае того же года вместе с другими участниками дискуссионной площадки «Круглый стол 12 декабря» выпустила «Заявление о ситуации в стране, ответственности гражданского общества и политических элит», в котором указывалось, что в России «происходит переход к тоталитарному режиму фашистского типа».
В сентябре 2020 года подписала письмо в поддержку протестных акций в Беларуси.
8 августа 2025 года была внесена Министерством юстиции России в реестр «иностранных агентов».

## Творчество

### Роли в театре
- «Я пришел дать вам волю», автор Василий Шукшин, реж. Вячеслав Спесивцев, Московский молодёжный театр «На Красной пресне».
- «Садко», Московский молодёжный театр «На Красной Пресне», 1980
- «Дорогая Елена Сергеевна», Московский театр-студия на Спартаковской площади, 1987
- «Ищет встречи!», Московский театр-студия на Спартаковской площади, 1988
- «Видео: Бокс: Пуля», Московский театр-студия на Спартаковской площади, 1991
- «Расплюевские весёлые дни», Московский театр-студия на Спартаковской площади, 1992
- «Письма Асперна», Московский Новый драматический театр, 1993
- "К. И. из «Преступления», МТЮЗ, 1994
- «Героическая комедия, или Причуды мадам де Сталь», Московский Новый драматический театр, 1995
- «Реванш королевы, или Новеллы Маргариты Наваррской», Московский Новый драматический театр, 1996
- «Тот этот свет», Московский драматический театр имени К. С. Станиславского, 1997
- «Тойбеле и её демон», МХТ имени А. П. Чехова, 1997
- «Московские истории о любви и браке», Московский Новый драматический театр, 1999
- «Самое главное», МХТ имени А. П. Чехова, 1999
- «Кухня», «Театральное товарищество 814», 2000
- «Кихот и Санчо», «Театральное братство Оксаны Мысиной», 2001
- «Чёрный Принц», Московский драматический театр имени А. С. Пушкина, 2002
- «Аристон» Виктора Коркия — «Театральное братство Оксаны Мысиной», с 2005 г.
- «Король грехов и королева страхов», Театр наций, 2005
- «Либидо», Театральный дом «Ойкумена», 2006
- «Опасная связь», антреприза, 2008
- «Тарарабумбия», Театр «Школа драматического искусства», 2010
- «Оперетта понарошку», Театр «Школа драматического искусства», 2010
- «Торги», Театр «Школа драматического искусства», с 2011 г.
- «Геронтофобия», «Седьмая студия» Кирилла Серебренникова, 2011
- «Театр Медеи», Театр «Школа драматического искусства», 2011
- «Прошу слова», Творческая лаборатория СТД РФ п/р Кирилла Серебренникова, 2013
- «Русский блюз. Поход за грибами», Театр «Школа драматического искусства», 2015
- «Αλέ! Αλέ! Αλέ!» (Привет! Привет! Привет!) автор и реж. Кэтти Корака, Театр Одеон, Ханья, Крит (Греция), 2018
- «Παραμύθια τούμπανα!» (Сказочные барабаны!) автор и реж. Кэтти Корака, Театр Одеон, Ханья, Крит (Греция), 2019

### Театральная режиссура
- 2001 — «Кихот и Санчо» Виктора Коркия — «Театральное братство Оксаны Мысиной»
- 2003 — «Семейный вечер» Андрея Курейчика — фестиваль ОТКРЫТЫЙ ФОРМАТ, Минск, Беларусь.
- 2004 — «Аристон» Виктора Коркия — «Театральное братство Оксаны Мысиной»

### Роли в кино
1. 1987 — Время летать — дежурная
2. 1987 — Среда обитания — Оксана, скрипачка
3. 1988 — Мисс миллионерша — Галя
4. 1988 — День Рождения (по пьесе Дорогая Елена Сергеевна Людмилы Разумовской), реж. Светлана Врагова и Андрей Никишин — Елена Сергеевна
5. 1991 — 1000 долларов в одну сторону —
6. 1991 — Нога — Анжелика
7. 1992 — Менялы — Елена Гракина (Леночка)
8. 1993 — Силуэт в окне напротив — Нюка
9. 1995 — Пьеса для пассажира — Инна, квартирантка Олега.
10. 2000 — Каменская 1 (фильм № 7 «Чужая маска») — Лариса Исиченко
11. 2001 — Семейные тайны — Татьяна Ермакова, дочь главы «Сервис-банка» Александра Николаевича Ермакова
12. 2001 — Сыщики — Оксана, жена Егора Немигайло
13. 2002 — Шукшинские рассказы (новелла «Вянет — пропадает») — Нина
14. 2002 — Театральный роман — Поликсена Васильевна Торопецкая
15. 2003 — Бедный, бедный Павел — Мария Фёдоровна, императрица
16. 2003 — Пан или пропал — Эльжбета Кшижановская
17. 2004 — Дети Арбата — Звягуро
18. 2005 — Звезда эпохи — Серафима Германовна Бирман, советская актриса
19. 2006 — Андерсен. Жизнь без любви — Анна-Мария, мать Ханса Кристиана Андерсена
20. 2007 — Путешествие — Аня
21. 2007 — Кровавая Мэри — Альбина
22. 2007 — Агитбригада «Бей врага!» — Серафима Ивановна, пионервожатая
23. 2008 —Большой вальс (фильм В. В. Меньшова не был завершен)
24. 2008 — Уроки обольщения — Алла
25. 2009 — Браво, Лауренсия! — Эля
26. 2010 — Хранители сети — Лидия Константиновна, бизнес-леди
27. 2012 — Поклонница — поэтесса
28. 2013 — Былое и Дума (документальный) — Елена Мизулина
29. 2014 — Два отца и два сына 2 (серия № 30) — Антонина Всеволодовна Махнач, учёный-психолог
30. 2014 — Татьянина ночь — Тамара, первая жена Александра Ивановича Голубева
31. 2014 — Чудотворец — несчастная женщина
32. 2017 — Послушайте! Вечер Оксаны Мысиной в Московском международном доме музыки — читает стихи Александра Тимофеевского, Виктора Коркия, Шекспира, В. В. Маяковского, Н. Р. Эрдмана, В. З. Масса и др.
33. 2018 — Челночницы-2 — Алла Ивановна
34. 2018 — Бонус — мама Гашика
35. 2019 — Русские горки — врач-психиатр

### Участие в фильмах
- 2006 — Эрдман и Степанова: двойной портрет в интерьере эпохи (документальный) — голос Ангелины Степановой
- 2006 — Чемоданы Тульса Люпера. Русская версия (The Tulse Luper Suitcases, реж. Питер Гринуэй) — миссис Хэпс-Миллз
- 2010 — Натурщица для гения (о музе Анри Матисса Лидии Делекторской, реж. О. Фокина) — голос Лидии Делекторской
- 2012 — Я давно иду по прямой (об искусствоведе и директоре ГМИИ им. Пушкина Ирине Антоновой, реж. О. Фокина) — голос Ирины Антоновой
- 2014 — Шёпот. Век серебряный (короткометражный фильм, посвященный деятелям Серебряного Века периода младосимволизма, реж. К. Олоновский)[30]
- 2017 — В моей руке лишь горстка пепла (документальный фильм о М. Цветаевой, реж. О. Фокина)

### Режиссура в кино
- 2020 — «Обиженные. Беларусь(сия)» Андрея Курейчика — кино-читка «Обиженные. Беларусь(сия)»[31]
- 2021 — «Красное, Синее и Ася» по мотивам повести О.Генри «Пурпурное платье», короткометражный фильм.
- 2021 — «Иван Петрович» по монологам Н. Р. Эрдмана из пьесы «Самоубийца», короткометражный фильм.
- 2021 — «Голоса новой Беларуси» Андрея Курейчика.
- 2022 — «Эвакурация», короткометражный, документальный фильм.
- 2022 — «Любовь сильнее страха», короткометражный вариант фильма «Голоса новой Беларуси» Андрея Курейчика.